# Comuna Aliman, Constanța
Aliman este o comună în județul Constanța, Dobrogea, România, formată din satele Aliman (reședința), Dunăreni, Floriile și Vlahii. Localitatea de reședință este situată la o distanță de 97 km de Constanța pe autostrada ,iar 89 km prin sate și la 30 km S de orașul Cernavodă.
Satul Adâncata (în trecut Polucci) de pe teritoriul comunei Aliman a fost desființat prin decret prezidențial în 1977.

## Demografie
Componența etnică a comunei Aliman
     Români (94,54%)
     Alte etnii (5,46%)
Componența confesională a comunei Aliman
     Ortodocși (93,8%)
     Alte religii (0,7%)
     Necunoscută (5,51%)
Conform recensământului efectuat în 2021, populația comunei Aliman se ridică la 2.434 de locuitori, în scădere față de recensământul anterior din 2011, când fuseseră înregistrați 2.876 de locuitori. Majoritatea locuitorilor sunt români (94,54%). Din punct de vedere confesional, majoritatea locuitorilor sunt ortodocși (93,8%), iar pentru 5,51% nu se cunoaște apartenența confesională.

## Politică și administrație
Comuna Aliman este administrată de un primar și un consiliu local compus din 11 consilieri. Primarul, George Nicola[*], de la Partidul Național Liberal, este în funcție din 2016. Începând cu alegerile locale din 2024, consiliul local are următoarea componență pe partide politice:
|  | Partid                    | Consilieri | Componența Consiliului | Componența Consiliului | Componența Consiliului | Componența Consiliului | Componența Consiliului | Componența Consiliului | Componența Consiliului | Componența Consiliului |
|  | ------------------------- | ---------- | ---------------------- | ---------------------- | ---------------------- | ---------------------- | ---------------------- | ---------------------- | ---------------------- | ---------------------- |
|  | Partidul Național Liberal | 8          |                        |                        |                        |                        |                        |                        |                        |                        |
|  | Partidul Social Democrat  | 3          |                        |                        |                        |                        |                        |                        |                        |                        |

## Personalități născute aici
- Dan Spătaru (1939 - 2004), cântăreț de muzică ușoară.

## Vezi și
- Balta Vederoasa (arie de protecție specială avifaunistică inclusă în rețeaua europeană Natura 2000 în România).
- Canaralele Dunării (sit de importanță comunitară)
- Dunăre - Ostroave (arie de protecție specială avifaunistică)
- Dumbrăveni - Valea Urluia - Lacul Vederoasa (sit de importanță comunitară)
- Lacul Dunăreni (arie de protecție specială avifaunistică)
- Pădurea și Valea Canaraua Fetii - Iortmac (sit de importanță comunitară)